# Guus Tangelder
Guus Tangelder ist ein niederländischer Jazzsaxophonist, -klarinettist und Bandleader.
Tangelder studierte bis 1975 am Konservatorium von Arnhem Klarinette und Saxophon. Er war Mitglied des Rumoerakwartet und gewann 1977 den ersten Preis beim Internationalen Jazzfestival in Laren. Mit dem Schlagzeuger Joop van Erven produzierte er Musiktheaterstücke Waldvergnügen und Het Losgetrilde Inzicht.
Seit 1980 unterrichtete er am Arnheimer Konservatorium Jazzmusik. Er gründete hier eine Bigband, aus der 1985 die Guus Tangelder Big Band hervorging. Die Band trat im In- und Ausland mit Gästen wie Georgie Fame, Bob Mintzer, Jiggs Whigham, Rita Reys, Jerry van Rooyen, Nancy Marano, Deborah Brown, Ronald Douglas, Herman Schoonderwalt, Jarmo Hoogendijk, Paul van Kemenade, Hans Dulfer, Benjamin Herman, Eric Vloeimans, Joop van Erven, Michiel Braam und Loek Dikker auf.
1998 führte die Band mit dem Organisten Johan Luymes Kompositionen von Andries van Rossum und Joop van Erven auf. Seit 2000 war Tangelder in verschiedenen Musiktheaterprojekten aktiv, u. a. Ieder-Een-Vrijheid mit der Gruppe De Plaats und Man is Man mit der Gruppe Troep. Aus seinen Improvisationsworkshops für Kinder ging die Kinder-Bigband De PuBi’s hervor.